# Johann Schwertzell von und zu Willingshausen
Johann Schwertzell von und zu Willingshausen (* 18. April 1657 auf Schloss Willingshausen; † 30. Januar 1722 ebenda) war Obervorsteher der Althessischen Ritterschaft und Oberstlieutenant in der Hessen-kasselschen Armee.

## Leben
Johann Schwertzell von und zu Willingshausen entstammte dem hessischen Adelsgeschlecht von Schwertzell und war der Sohn des Georg von Schwertzell (1617–1687, Obervorsteher der althessischen Ritterschaft) und dessen Ehefrau Susanne von Dörnberg († 1681). Sein Bruder Johann Bernhard von Schwertzell (1654–1723) war Generalleutnant in dänischen Diensten und nahm 1715 an der erfolgreichen Belagerung von Stralsund teil.
In der Althessischen Ritterschaft bekleidete er das Amt des Obervorstehers.
Auch war er Soldat in der Hessen-kasselschen Armee. In der Position des Oberstlieutnants oblag ihm die Führung eines Regimentes.
Er war verheiratet mit Anna Margarethe von Exterde († 1712). Aus der Ehe gingen die Kinder Georg (1697–1758, Hofgerichtsrat), Carl (1700–1747, gefallen als Obristleutnant) und Bernhard (1703–1768, Oberforstmeister) hervor.